# Gabriele Faehnrich
Gabriele Faehnrich (Hoyerswerda, Alemania, 8 de abril de 1968) es una gimnasta artística alemana, especialista en la prueba de barras asimétricas con la que logró ser campeona mundial en 1985, compitiendo con Alemania del Este.

## Carrera deportiva
En el Mundial de Budapest 1983 gana el bronce en el concurso por equipos, tras la Unión Soviética y Rumania, siendo sus compañeras de equipo: Maxi Gnauck, Astrid Heese, Diana Morawe, Silvia Rau y Bettina Schieferdecker.
En el Mundial de Montreal 1985 gana el oro en las barras asimétricas —por delante de su compatriota Dagmar Kersten y de la checoslovaca Hana Ricna (bronce)— y el bronce en el concurso por equipos, de nuevo tras la Unión Soviética y Rumania, siendo sus compañeras de equipo: Jana Furhmann, Martina Jentsch, Dagmar Kersten, Ulrike Klotz y Jana Vogel. 
En el Mundial de Róterdam 1987 gana el bronce por equipos, tras Rumania (oro) y la Unión Soviética (plata), siendo sus compañeras de equipo: Dörte Thümmler, Ulrike Klotz, Martina Jentsch, Klaudia Rappy Astrid Heese.
En los JJ. OO. celebrados en Seúl (Corea del Norte) de 1988 consigue el bronce en equipos, tras la Unión Soviética y Rumania, siendo sus compañeras en esta ocasión: Martina Jentsch, Dagmar Kersten, Ulrike Klotz, Betti Schieferdecker y Dörte Thümmler.